# Luis Manuel Pérez Raygoza
Luis Manuel Pérez Raygoza  (Ciudad de México, México, 21 de agosto de 1973) es un sacerdote y  Obispo auxiliar de México.

## Biografía
Nació el 21 de agosto de 1973 en la Ciudad de México. Es el mayor de los cuatro hijos del matrimonio de Hermilo Pérez Trejo y Rosalina Raygoza Sánchez.

### Estudios realizados
El bachillerato lo realizó en el Colegio de Ciencias y Humanidades Plantel Sur. Al terminarlo ingresó al Introductorio en el Seminario Menor. Posteriormente ingresó el Seminario Conciliar de México casa Tlalpan donde llevó acabó los estudios de filosofía y teología en el Instituto de formación sacerdotal de la Arquidiócesis de México (hoy Universidad Católica Lumen Gentium), obteniendo también el bachillerato pontificio en filosofía y teología por la Universidad Pontificia de México. Posteriormente obtuvo la licenciatura en teología por la Universidad Católica Lumen Gentium y la licenciatura en Teología Espiritual por la Pontificia Universidad Gregoriana (Roma, Italia) en el año 2004.

### Ordenación diaconal
Fue ordenado diácono el l de junio de 1999 

### Ordenación sacerdotal
Recibió la ordenación presbiteral el 13 de mayo del año 2000.

## Cargos desempeñados
Fue formador en el Seminario Conciliar de México durante 17 años: cinco como prefecto de disciplina en el Seminario Menor, en el Curso Introductorio y en Filosofía, y doce años como guía espiritual del Seminario (junio de 2007 a junio de 2019), coordinando la dirección espiritual de las diversas etapas formativas del seminario.
- Docente de la Facultad de Teología de la Universidad Católica Lumen Gentium desde 2004 a la fecha, impartiendo las asignaturas de Historia de la Espiritualidad Cristiana, Psicología Pastoral y Teología Espiritual.
- Fue miembro del Colegio de Consultores y del Senado Presbiteral de la Arquidiócesis Primada de México del año 2007 al 2012.
- De 2015 a junio de 2019 fue delegado de la Comisión para las Causas de los Santos en la Arquidiócesis Primada de México.
- Fue nombrado Canónigo del Cabildo de la Catedral Metropolitana de México el 15 de octubre de 2017
- Secretario del mismo, de octubre de 2017 a junio de 2019.

### Ordenación episcopal
El 25 de enero de 2020, el Papa Francisco lo designó como Obispo Auxiliar para la Arquidiócesis Primada de México, siendo consagrado el 19 de marzo del mismo año.
Por encargo del Cardenal Carlos Aguiar Retes, actualmente acompaña a la Vicaría para el Clero de la Arquidiócesis Primada de México.